# Abdelkader Hachani
Pour les articles homonymes, voir Hachani.
 (septembre 2011).
Si vous disposez d'ouvrages ou d'articles de référence ou si vous connaissez des sites web de qualité traitant du thème abordé ici, merci de compléter l'article en donnant les références utiles à sa vérifiabilité et en les liant à la section « Notes et références ».
Abdelkader Hachani (1956 - 22 novembre 1999) est un homme politique algérien du courant islamiste, l'un des 35 membres fondateurs du FIS.

## Biographie
Fils d'un ancien combattant de la guerre d'indépendance algérienne (1954/62), Abdelkader Hachani dit elbahi est né à Tamlouka, Aïn Makhlouf (région de Guelma) en 1956. Il étudie à l'Institut algérien du pétrole (IAP) de Boumerdes où il commence ses activités politiques (années 1970), et devient Ingénieur en pétrochimie. Il devient cadre à la Sonatrach, il participe à la construction du pipe-line reliant El-Oued (Algérie) à l'Italie (durant plusieurs années, il est désigné comme cadre à la sécurité de la zone industrielle de Skikda).

## Activités politiques
En 1989, il participe avec 34 autres militants, à la création du « Front islamique du salut », aux côtés notamment de Abassi Madani et Ali Belhadj. Le « FIS », qui séduit une bonne partie de la jeunesse algérienne, déçue par le pouvoir et le parti-Etat du FLN et devient rapidement le 1er parti politique du pays. Après les arrestations de Belhadj et Madani en juin 1991, il est plébiscité par le congrès de Batna à la tête du comité exécutif du parti et convainc ce dernier de participer aux élections de 1991 et est l'artisan du succès. Fin septembre 1991, il est arrêté et libéré début novembre. Après l'interruption du processus électoral, il est de nouveau arrêté le 22 janvier 1992, accusé notamment d'avoir appelé les soldats à protéger le choix du peuple. Détenu dans des conditions difficiles dans la prison de Serkadji, où il fait neuf grèves de la faim, il est jugé et condamné à 5 ans de prison ferme et à 3 ans de privation de ses droits civiques. En 1997, il est libéré après avoir passé cinq années et demie en prison ; une semaine, plus tard Abassi Madani fut libéré.

## L'assassinat
Abdelkader Hachani meurt assassiné à Alger le 22 novembre 1999, dans la salle d'attente d'un cabinet dentaire, à l'âge de 43 ans. Le président algérien Abdelaziz Bouteflika condamne cet assassinat et parle d'un « crime odieux ». Des réactions d'indignation émanent aussi de personnalités politiques comme Ahmed Taleb Ibrahimi , président du parti « Wafa », ainsi que des instances affiliées au FIS à l'étranger ; de même que des Ulémas du monde musulman, à leur tète, Cheikh Al-Qaradaoui.
Un certain Fouad Boulemia (en), ex-membre du « GIA », arrêté peu après, est condamné à mort en 2001. Il a toujours déclaré être « innocent et dit avoir été victime d'actes de torture » de la part des services de renseignements algériens [le Département du renseignement et de la sécurité (DRS)], pour le contraindre à avouer sa culpabilité. Condamné également pour sa responsabilité dans le massacre de Bentalha, il fut relâché en 2006 après application de la loi dite de la concorde civile.